# متحف ملقا الإسلامي

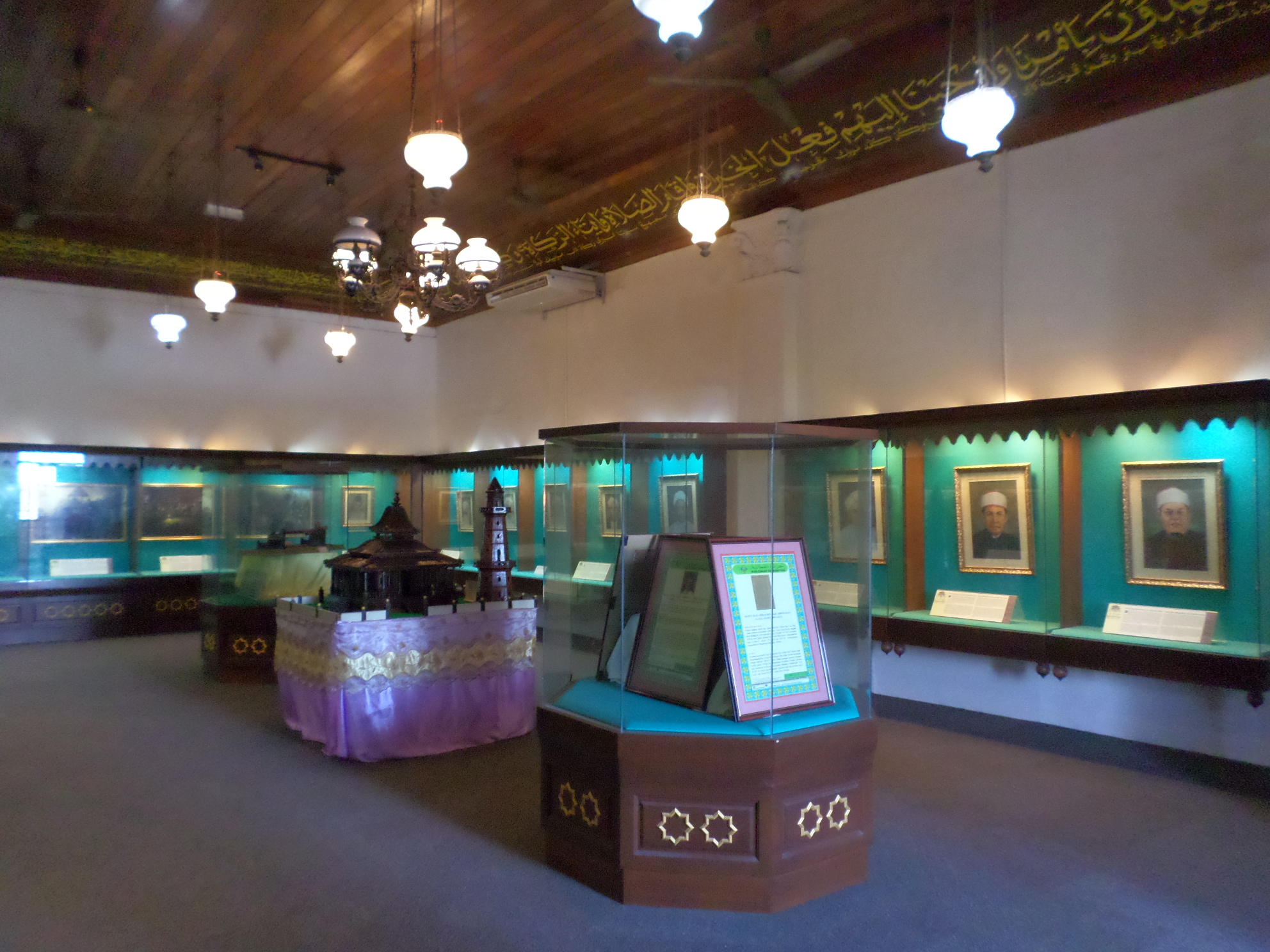
قاعة العرض في المتحف

متحف ملقا الإسلامي (بالملايوية: Muzium Islam Melaka) هو متحف إسلامي في مدينة ملقا عاصمة إقليم ملقا في ماليزيا.

## التاريخ
مبنى المتحف استخدم لإيواء المجلس الإسلامي في ملقا قبل أن تم نقله إلى موقعه الحالي بجوار المسجد العظيم. قبل إنشاء المتحف الإسلامي، تجديدات واسعة النطاق تم القيام به لجعل مساحة للمتحف.

## العمارة
معروضات المتحف خليط من الفنون الإسلامية التقليدية المحلية والدولية الحرفية.

## المعارض
هناك ثمانية مناطق عرض رئيسية مرتبة ترتيبا زمنيا وبمنظور تاريخي منذ دخول الإسلام إلى ملقا وانتشاره إلى بقية ماليزيا.

## وقت الافتتاح
يفتح المتحف يوميا من الساعة 9.00 صباحا حتى 5.00 مساءا.